# Einar Råberg
Einar Råberg, född 26 juli 1890 i Döderhult, Kalmar län, död 2 januari 1957 i Stockholm, var en svensk fäktare, brottare, militär och direktör för Svenska Gymnastik och Idrottsföreningen.
Han var son till redaktören Lars Erik Larsson och hans hustru Vilhelmina Råberg samt från 1932 gift med Gudrun Magnhild Ström. Efter avlagd studentexamen i Visby 1909 sökte han sig till armén där han utnämndes till underlöjtnant vid Kungliga Gotlands infanteriregemente 1912. Han studerade vid Krigshögskolan 1918-1920 och var kadettofficer vid Krigsskolan 1922-1925. Han blev kapten på övergångsstat 1928 och major i armén 1940. Samtidigt drev han företaget Kappcentralen i Stockholm. Som idrottsmän innehade han ett 20-tal DM-vinster i friidrott, brottning och fäktning. Han blev svensk juniormästare i värja 1918 och han medverkade i den svenska truppen med fäktare vid Olympiska spelen i Antwerpen 1920. Han var ordförande för Svenska Brottningsförbundet 1918-1939, ledamot av Riksidrottsförbundets överstyrelse 1920-1939 och han blev invald som ledamot i Sveriges olympiska kommitté 1928 där han kvarstod till 1948 de sista två åren som sekreterare. Han utnämndes till direktör för Svenska Gymnastik och Idrottsföreningen 1939 samt var president i Internationella brottningsförbundet 1920-1924. Råberg var ledare för den svenska brottartruppen vid OS 1920-1936 och för hela det olympiska laget i Sankt Moritz och London 1948. Han var flera gånger ledare och domare vid Europeiska mästerskapstävlingar i grekisk-romersk och fribrottning samt svensk representant vid flera internationella idrottskonferenser. Han medverkade som skribent i ett flertal tidningar med artiklar rörande sport och 1937 publicerade han boken Pojkarnas brottningslek som följdes av Hur man lär sig brottas 1952.